# Zamfara

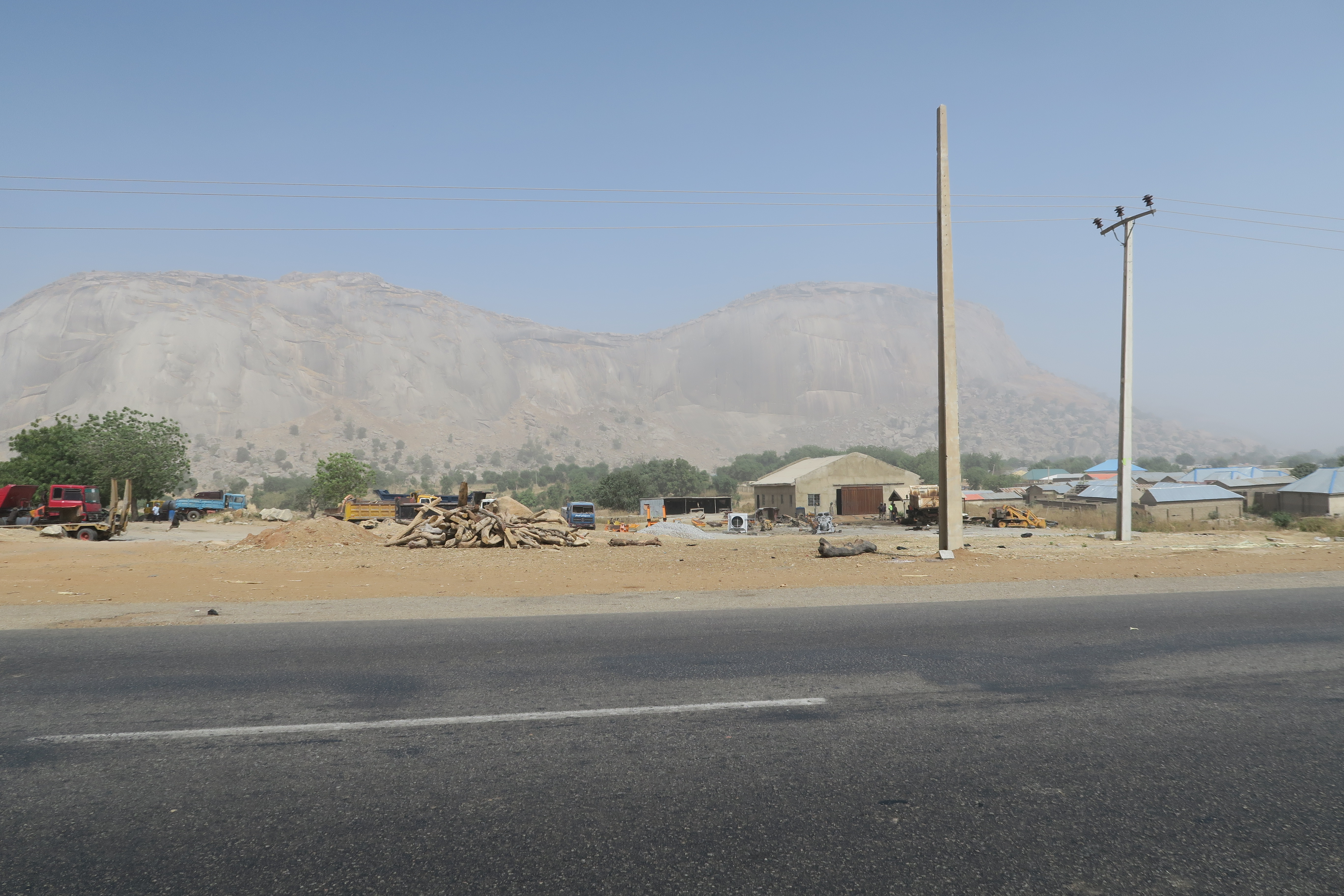

L'État de Zamfara est un État du Nord du Nigeria. Il a été créé le 1er octobre 1996 et est issu d'une scission de l'État de Sokoto.

## Situation
L'État de Zamfara est limitrophe de cinq États du Nigéria et frontalier d'une région nigérienne au nord.
| Sokoto | Sokoto          | Maradi  |
| Sokoto | État de Zamfara | Katsina |
| Kebbi  | Niger           | Kaduna  |

## Géographie
L'État de Zamfara comprend quatorze zones de gouvernement local :
- Anka
- Bakura
- Birnin-Magaji/Kiyaw
- Bukkuyum
- Bungudu
- Gummi
- Gusau
- Kaura-Namoda
- Maradun
- Maru
- Shinkafi
- Talata-Mafara
- Tsafe
- Zurmi

## Histoire
L'État de Zamfara a été créé le 1er octobre 1996 par scission de l'État de Sokoto. En octobre 1999, il a été le premier État du Nigeria à décréter la Charia.
En avril 2025, au moins 26 personnes sont tuées par des hommes armés dans l'attaque d'un site d'orpaillage artisanal. Le Zamfara est l’un des États du nord du Nigeria en butte à des groupes criminels, appelés localement « bandits », qui attaquent les forces de sécurité, mais également des villages. Ces groupes tuent et enlèvent les habitants contre rançon et brûlent les maisons après les avoir pillées.